# Biểu trưng
Biểu tượng hay logo (từ tiếng Anh, vắn tắt từ logotype) là một yếu tố đồ họa (ký hiệu, chữ biểu thị, biểu tượng, hình tượng...) kết hợp với cách thức thể hiện nó tạo thành: một nhãn hiệu hay thương hiệu, hình ảnh đại diện cho một công ty hay các tổ chức phi thương mại, hình ảnh biểu thị một sự kiện, một cuộc thi, một phong trào hay một cá nhân nào đó. Thông thường, biểu trưng được chủ thể công nhận ngay sau khi nó được thiết kế xong và mặc nhiên có bản quyền, ít xảy ra trường hợp một biểu trưng tồn tại một thời gian dài mà không hoặc chưa có bản quyền. Trong hoạt động quảng bá, biểu tượng không phải là thương hiệu, tuy nhiên nó là ấn tượng bên ngoài để dễ nhận ra thương hiệu.

## Thiết kế

### Yêu cầu
Theo Al Ries và Laura Ries (1998), Alycia Perry (2003), cũng như một số chuyên gia thương hiệu khác thì biểu trưng của thương hiệu thường phải đảm bảo một số yêu cầu.
- Khác biệt: có những dấu hiệu đặc biệt gây ấn tượng thị giác mạnh, dễ phân biệt. Đây là chức năng quan trọng của biểu trưng, giúp phân biệt thương hiệu hay sản phẩm với thương hiệu hay sản phẩm cạnh tranh. Sự khác biệt cũng làm cho thương hiệu dễ đi vào tâm trí của khách hàng hơn. Tính khác biệt cao cũng làm tăng khả năng được pháp luật bảo hộ.
- Đơn giản, dễ nhớ: tạo khả năng dễ chấp nhận, dễ suy diễn. Trong vài chục giây quan sát, người xem có thể hình dung lại đường nét biểu trưng trong trí nhớ. Trong bối cảnh nhiều sản phẩm cạnh tranh cùng được khuếch trương trên các phương tiện thông tin đại chúng, biểu trưng của thương hiệu sẽ không được khách hàng biết đến nếu nó phức tạp và khó nhớ, dù là bằng tên gọi, ký hiệu hay chữ viết. Hầu hết các thương hiệu nổi tiếng thế giới đều sử dụng những dấu hiệu thương hiệu rất đơn giản. Kodak sử dụng chữ K được viết cách điệu, McDonald sử dụng chữ M hình cánh cổng màu vàng, Nike sử dụng nét phết, IBM sử dụng tên thượng hiệu viết cách điệu. Hầu như những dấu hiệu thương hiệu này chỉ sử dụng 1 hoặc 2 màu cơ bản như màu vàng của Kodak, McDonald, màu xanh da trời của IBM, hay màu đỏ của Coca Cola.
- Dễ thích nghi: có khả năng thích nghi trong các thị trường thuộc khu vực khác nhau, các nền văn hoá hay ngôn ngữ khác nhau. Trên thực tế, khách hàng ở các nước khác nhau, có nền văn hoá khác nhau và ngôn ngữ khác nhau thường có cách hiểu khác nhau đối với các hình ảnh hay ký hiệu. Do đó các biểu trưng thương mại quốc tế ít dùng hình ảnh mang ý nghĩa sẵn có theo một nền văn hoá hay ngôn ngữ nào mà sử dụng những hình ảnh mới rồi gắn chúng với các liên tưởng về sản phẩm.
- có ý nghĩa: biểu thị được những nét đặc trưng cho sản phẩm hay các chủ đề liên quan. Thực tế là những biểu trưng có ý nghĩa tự thân về sản phẩm lại thường không tạo nên cảm giác khác biệt. Hơn nữa, sản phẩm ngày nay thường quá phức tạp khiến tên gọi hay hình ảnh có ý nghĩa thì lại khó khác biệt, dễ nhớ và đảm bảo tính tượng trưng. Cho nên trong thực tế tính ý nghĩa này thường được tạo ra qua các liên tưởng về thương hiệu hơn là tự thân thương hiệu.[cần dẫn nguồn]

### Hình dáng
Một số nhà thiết kế biểu trưng coi trọng hình dạng giản dị, dễ đọc vì biểu trưng phức tạp thường khó nhận biết.
Có thể kết hợp ký hiệu với tên thương hiệu. Khá nhiều doanh nghiệp chọn một ký hiệu đặc thù kết hợp với tên thương hiệu để tạo thành biểu trưng. Khi thương hiệu đã trở nên nổi tiếng, ký hiệu có thể đứng độc lập để tạo nên sự nhận biết về thương hiệu. Tuy nhiên, những tác giả như Al Ries và Laura Ries (1998) và Alycia Perry (2003) cho rằng ký hiệu thường chỉ có tác dụng khi nó đi cùng tên thương hiệu trong biểu trưng. Những thương hiệu mà bản thân ký hiệu có thể đứng một mình đại diện cho thương hiệu như Nike hoặc Mercedes là rất hiếm và thường chỉ có ở những thương hiệu xuất hiện từ rất sớm, khi số lượng trên thị trường là rất nhỏ.
Cách khác để tạo ra ấn tượng là dùng kiểu chữ đặc thù của tên thương hiệu. Đây là hình thức cách điệu tên thương hiệu bằng cách sử dụng kiểu chữ đặc thù bao gồm việc sử dụng phông chữ, chữ hoa - chữ thường, thay đổi độ đậm nhạt hoặc cách viết cách điệu. Khi thiết kế biểu trưng theo cách này, doanh nghiệp có thể sử dụng thiết kế đặc thù của tên thương hiệu đầy đủ hoặc viết tắt.

### Màu sắc
Màu sắc cũng có xu hướng đơn giản, dễ dàng được nhận thấy và ghi nhớ. Các nhà thiết kế có thể ưu tiên vẽ màu trắng và đen trước khi tô màu. Một vài ví dụ diễn giải màu sắc:
- Đen: trang trọng, đặc biệt, mạnh mẽ, quyền lực, tinh tế, truyền thống.
- Xanh dương: uy quyền, đỉnh đạc, an toàn, đáng tin cậy, truyền thống, ổn định, trung thành.
- Nâu/vàng: cổ điển, lợi ích, trần tục, giàu sang, truyền thống, bảo thủ.
- Xám/bạc: ảm đạm, quyền lực, thực tế, tâm linh, tin tưởng.
- Xanh lá cây: yên tĩnh, lành mạnh, khoẻ khoắn, ổn định, thèm muốn.
- Hồng: nữ tính, ngây thơ, dịu dàng, khoẻ mạnh, trẻ trung.
- Tím: tinh tế, tâm lý, giàu sang, hoàng tộc, trẻ trung, bí ẩn
- Đỏ: mạnh mẽ, bền bỉ, năng động, đầy sức sống, may mắn.
- Vàng: lạc quan, ấm áp, truyền thống, sang trọng
- Cam: là màu phối hợp giữa màu đỏ và vàng, chỉ điềm lành được hưởng cuộc sống yên vui, nhiều quyền hành.